# Henry Fourès
 (juillet 2020).
Si vous disposez d'ouvrages ou d'articles de référence ou si vous connaissez des sites web de qualité traitant du thème abordé ici, merci de compléter l'article en donnant les références utiles à sa vérifiabilité et en les liant à la section « Notes et références ».
Henry Fourès est un compositeur, pianiste et historien français né le 17 mai 1948 à Coursan.

## Biographie
Henry Fourès suit des études d’histoire de l’art à l’université Paul-Valéry de Montpellier et des études musicales au Conservatoire national supérieur de musique de Paris ou il obtient ses premiers prix en classes d’écriture (harmonie, contrepoint, fugue), analyse et composition. Il étudie ensuite la musicologie médiévale à l’Université de Berlin et le piano à l’Académie de Vienne.
Après avoir été stagiaire au Groupe de recherches musicales (GRM INA) en 1975-1977, il est nommé professeur responsable des musiques improvisées au conservatoire de Pantin de 1977 à 1980. Il enseigne ensuite l’histoire de la musique médiévale de 1980 à 1982 à l’Université de Toulouse le Mirail. En 1982 il est nommé Inspecteur général de la musique responsable de l’enseignement puis de la création à la Direction de la Musique et de la Danse au Ministère de la culture. Il quitte cette fonction en 1990 pour se consacrer pleinement à ses activités de compositeur et d’interprète. Un temps Directeur artistique du studio de création La Muse en Circuit, il travaille ensuite régulièrement en Allemagne (Potsdam, Berlin, Köln, Frankfurt...) où il est invité auprès de divers ensembles symphoniques et de radios.
Ses activités touchent de nombreux domaines. Il a réalisé des films pour la télévision, composé des musiques pour l’image, la danse et la scène. Il est aussi l’auteur de nombreuses créations radiophoniques (France Culture) et le réalisateur de Hörspiel pour la HR et WDR. Il a écrit des œuvres symphoniques, de musique de chambre, des pièces électroniques, mixtes, des œuvres vocales, mais a aussi conçu et réalisé des installations interactives et d’importantes manifestations événementielles.
Henry Fourès a été directeur du Conservatoire national supérieur de musique et de danse de Lyon de 2000 à 2009. Il est aussi codirecteur artistique avec le compositeur Reinhard Flender de l’académie franco-allemande OPUS XXI de musique de chambre, dévolue au répertoire contemporain.